# Estación Destilería YPF
Destilería YPF es una estación ferroviaria ubicada en el partido de Ensenada, Provincia de Buenos Aires, Argentina.

## Servicios
La estación correspondía al Ferrocarril General Roca, en el ramal que conecta las terminales Plaza Constitución, La Plata y Río Santiago.

## Historia
Fue inaugurada por YPF en 1950 y clausurada para servicios de pasajeros por Ferrocarriles Argentinos en 1994. Actualmente solo funciona para servicios de cargas.